# David Almond
David Almond (Newcastle upon Tyne, 15 maggio 1951) è uno scrittore inglese, specializzato nella narrativa per ragazzi.

## Opere
Il primo romanzo di David, ambientato a Newcastle, si intitola Skellig (1998) e ha vinto importanti premi letterari tra cui il Whitbread Children's Novel of the Year Award e la Carnegie Medal.

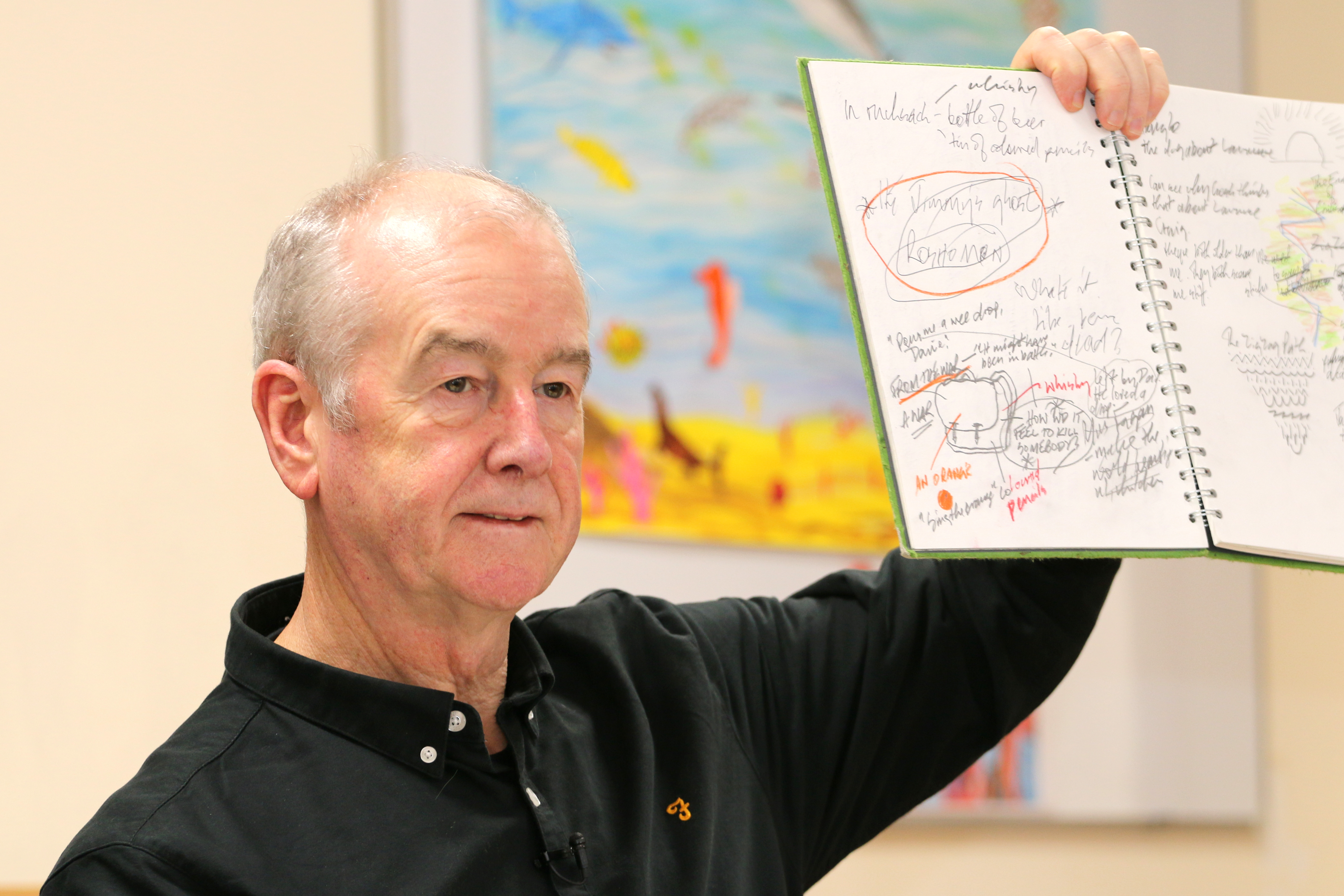
David Almond nel incontro con i lettori alla Biblioteca statale russa per bambini a Mosca

Successivamente, Almond ha pubblicato: Kit's Wilderness (1999), Occhi di Cielo (2000), Secret Heart (2001), The Fire Eaters (2003) (che si è aggiudicato il Whitbread Awards di quell'anno), Argilla (2005), Jackdaw Summer (2008) e The Savage (2008), un libro per bambini i cui temi sembrano però maggiormente rivolti a un pubblico adolescente e adulto. Il libro si segnala anche per le illustrazioni di Dave McKean. Almond ha anche scritto un testo teatrale intitolato Wild Girl, Wild Boy, andato in tour nel 2001 e pubblicato poi nel 2002. Con Dave McKean pubblica anche un'altra opera Slog's dad (2009).
Nel 2010 Almond pubblica My name is Mina, uscito in Italia nel 2011 con il titolo La storia di Mina: quest'opera è strutturata come se si trattasse del diario personale di Mina, uno dei personaggi già comparsi nel romanzo Skellig.
I suoi scritti hanno come temi ricorrenti le complesse relazioni tra gli opposti (per esempio vita e morte, realtà e finzione, passato e futuro), l'educazione dei più giovani, la natura, il difficile processo di crescita e di cambiamento negli adolescenti. Almond è stato fortemente influenzato dal poeta romantico William Blake.
Nel 2010 debutta in teatro My Dad's A Birdman, in cui Almond si avvale della collaborazione con i Pet Shop Boys (autori della colonna sonora). Sempre nello stesso anno vince il premio Hans Christian Andersen come miglior autore per ragazzi.
Nel 2022 vince il Premio Internazionale Nonino. 

### Lista
- Skellig (1998), ed italiana 2000
- Il grande gioco (Kit's Wilderness, 1999), ed it. 2001
- Occhi di cielo (Heaven Eyes, 2000) ed. it. 2004
- Contare le stelle (Counting Stars, 2000)
- Secret Heart 2001
- Where your wings were 2002
- L'uomo che mangiava il fuoco (The Fire-Eaters, 2003) ed. it. 2006
- Kate, the Cat and the Moon 2005
- Argilla (Clay, 2005) , ed. it. 2010
- Click. Diedi voci una storia (Click! 2007), con AA. VV., ed. it.2008
- My Dad's a Birdman 2007
- Jackdaw Summer 2008
- Il selvaggio, collaborazione con Dave McKean (The Savage, 2008) ed. it. 2009
- Klaus Vogel and the Bad Lads 2009
- La storia di Mina (My name is Mina, 2010), ed. it. 2011
- Slog's Dad, collaborazione con Dave McKean (2010)
- Il bambino che si arrampicò fino alla luna (The Boy Who Climbed into the Moon 2010) ed. it. tr. di Guia Risari, Salani, Milano, 2012
- The True Tale of the Monster Billy Dean 2011
- il ragazzo che nuotava con i piranha 2012
- Mouse Bird Snake Wolf 2013
- Joe's Dog 2013
- Nestling 2013
- Bad Angelo 2013
- La Canzone di Orfeo 2018
- Wild Girl,Wild Boy (Edizioni Primavera 2020) collana "i gabbiani"